# 华安束腰蟹
华安束腰蟹（学名：Somanniathelphusa huaanensis）为束腹蟹科束腰蟹属的动物。在中国大陆，分布于福建等地，多栖息于稻田水渠泥洞中。